# الجابرية (حمص)
الجابرية قرية في ناحية عين النسر التابعة لمركز منطقة حمص في محافظة حمص في سورية.